# Латинская литература Средних веков
Средневековая латинская литература — литература Средних веков на латинском языке. Имеет важное значение для понимания истории литератур отдельных национальностей Западной Европы. Под её влиянием выросли не только отдельные отрасли этих национальных литератур, но и поэтические формы, и прозаический стиль их. Средневековая латинская литература не только предшествует литературам национальным, но сосуществует с ними всё Средневековье.

## Язык средневековой латинской литературы
Средневековая латынь не была языком мёртвым: она существовал не только на письме, но и в устной речи, была не только языком науки и религии, но также, во многих отношениях, и государственным. Дух древней классической поэзии исчез в средневековой латинской литературе совершенно, исключая некоторые эпические и сатирические стихотворения. В способе выражения заметна сильная примесь французских, немецких, английских и т. п. слов, сообразно с родиной поэта. Древняя метрика также подверглась сильным изменениям; господствующим стихом является изредка попадающийся и у классиков (например, Virg. Ecl. VIII, 79: limus ut hic durescit / et haec ut cera liquescit) так называемый versus Leoninus (то есть гекзаметр, где середина рифмует с концом), послуживший основанием рифмованных стихов в новых языках.